# サンディ島 (幻島)
サンディ島（サンディとう、英: Sandy Island）、または、セーブル島（セーブルとう、仏: Île de Sable, 英: Sable Island）は、ニューカレドニア島北端から西北西約400キロメートル、チェスターフィールド諸島の東の珊瑚海にあたるフランスの領海内にあるとされていた疑存島である。19世紀の捕鯨船が、高波を島として誤認した説がある

## 概要
この島がはじめて文献に登場するのは1792年、ブルニー・ダントルカストーによるもので、ニューカレドニアの沖合にて航海中に発見したいくつかの小島の1つとして紹介されている。
1876年には、捕鯨船が南緯19度14分・東経159度56分および、南緯19度50分・東経158度51分に存在する「島」と「環礁」を報告、これがその時代の地図製作者によって「1792年に発見された島が再確認された」と誤認され、地図に記載されてしまったと考えられている。
島が存在しないのではないかという報告は、DXペディションを行っていたアマチュア無線家によって2000年4月になされたが、その時は大きな話題にはならなかった。
この問題が再び発見されたのが、2012年であった。オーストラリアCRISOが行っている調査船Southern Surveyorの海洋調査において、地図によってこの島が載っているものと載っていないものがあることを地質学者が気づき、この島を調査することとなった。調査の結果、島は見つからず、島が存在するとされていた場所は「水深1,400メートルの海底」であることが明らかとなった。
トラップストリートの例のように、架空の島をわざと記載することで著作権を侵害した地図を炙り出すための「著作権トラップ」だったのではないかという説も出た。しかし、オーストラリア海軍水路部の担当者は海図において著作権トラップは一般的ではなく、単なる人為的なミスであろうとしている。
シドニー大学の科学者チームによると軽石が集まってできた軽石ラフトだったのではないかという指摘がなされている。

## 参考図書
- アステア・ボネット『オフ・ザ・マップ　世界から隔絶された場所』イースト・プレス　2015年 p.18-25 ISBN 478161292X

## ギャラリー
- メラネシアの海底地形図。中央の丸がサンディ島。
- ニューカレドニアとバヌアツの詳細地図。過去の版には、"Île de Sable"と記載されたがサンディ島が記されていた。